# Jiřího z Poděbrad (metropolitana di Praga)
Jiřího z Poděbrad è una stazione della linea A della metropolitana di Praga.

## Storia
La stazione è stata attivata il 19 dicembre 1980, come parte del prolungamento della linea A tra Náměstí Míru e Želivského.
Da gennaio a novembre 2023 la stazione è stata chiusa per essere sottoposta a un anno di ricostruzione, comprendente la sostituzione delle scale mobili e l'installazione di nuovi ascensori per migliorarne l'accessibilità.
All'inizio della canzone dei Radiohead “A Reminder”, la voce femminile del sistema di annunci automatici della metro può essere sentita nell'annunciare questa stazione. Viene utilizzata anche nella canzone “Mind the Gap” dei Calexico.

## Strutture e impianti
La stazione è sotterranea ed è dotata di 2 binari, serviti da una banchina centrale.

## Servizi
La stazione è dotata di ascensori per le persone a mobilità ridotta.
- Biglietteria
- Servizi igienici

## Interscambi
- Fermata autobus (linea 101)[5]
- Fermata tram (linee 11 e 13)[5]